# Paramigas alluaudi
Espèce
Synonymes
- Myrtale alluaudi Simon, 1903

Paramigas alluaudi est une espèce d'araignées mygalomorphes de la famille des Migidae.

## Distribution
Cette espèce est endémique de la région d'Anosy à Madagascar,.

## Description
La femelle holotype  mesure 12,7 mm.

## Étymologie
Cette espèce est nommée en l'honneur de Charles Alluaud.

## Publication originale
- Simon, 1903 : Descriptions d'arachnides nouveaux de Madagascar, faisant partie des collections du Muséum. Bulletin du Muséum national d'histoire naturelle, Paris, vol. 9, p. 133-140 (texte intégral).